# Roraimamiersluiper
De Roraimamiersluiper (Herpsilochmus roraimae) is een zangvogel uit de familie Thamnophilidae (miervogels).

## Verspreiding en leefgebied
Deze soort komt voor op Roraima en andere tepuis en telt twee ondersoorten:
- H. r. kathleenae: de tepuis van zuidwestelijk Venezuela en het uiterste noordwesten van Brazilië.
- H. r. roraimae: de tepuis van zuidoostelijk Venezuela, het uiterste noorden van Brazilië en westelijk-centraal Guyana.

## Status
De grootte van de populatie is niet gekwantificeerd maar de soort wordt omschreven als algemeen. Op de Rode lijst van de IUCN heeft deze soort de status niet bedreigd.